# Jean-Daniel Benoît
Jean-Daniel Benoît (* 23. September 1886 in Valleraugue, Gard; † 13. Mai 1975 in Strasbourg, Elsass) war ein französischer evangelisch-reformierter Theologe. Er wurde 1936 zum Professor für praktische Theologie an die Universität von Strassburg berufen. Seine Schwerpunkte waren Johannes Calvin als Lehrer und Seelsorger, geistliche Begleitung im Protestantismus und reformierte Liturgie.

## Leben
Jean-Daniel Benoît wurde im protestantischen Pfarrhaus in Valleraugue (Gard) geboren. An der theologischen Fakultät von Montauban erwarb er 1910 den Bachelier. Nach einem Studienaufenthalt in Halle (Saale) wurde er von 1911 bis 1912 Pastor an der französischen Kirche von Edinburgh (Schottland) und danach in Valleraugue, wo er als Pfarrer der reformierten Kirche Frankreichs ordiniert wurde. Im Ersten Weltkrieg war er Sanitäter. Er war Sekretär der «Association des Etudiants chrétiens». 1917 heiratete er Henriette Bois, die Tochter des Professors Henri Bois, und bekam mit ihr mehrere Kinder. 1921 schloss er das Lizentiat in Theologie an der freien protestantischen Fakultät von Montpellier ab. 1922 wurde er Pfarrer der Eglise St. Jean in Mülhausen (Elsass). 1936 wurde er als Professor für praktische Theologe nach Strassburg berufen. 1957 wurde er «professeur honoraire», d. h. emeritiert. Er war sein Leben lang ein engagierter Prediger, der zu den Herzen sprach. Nach dem Zweiten Weltkrieg baute er mit anderen die reformierte Kirchengemeinde St. Paul in Strassburg wieder auf.  Er starb 1975 in Strassburg.

## Theologie
Benoît verfasste seine Lizentiatsarbeit zum Thema «Die Allmacht Gottes und das Problem des Bösen» (1921). Durch seine Herkunft und durch den Einfluss seines Schwiegervaters Henri Bois, dem Theologen der religiösen Erfahrung, wandte sich Benoît der liberalen Theologie zu und blieb dieser sein Leben lang treu. Er lehnte einen autoritären Dogmatismus ab und bezog sich auf die Bibel und auf das, was durch die innere Erfahrung bestätigt werden kann.
Benoît war ein anerkannter Spezialist für den Reformator Johannes Calvin. Noch im Pfarramt publizierte er 1933 sein erstes Werk zu Johannes Calvin: «Jean Calvin, la Vie, l’Homme, la Pensée». 1947 folgte ein zweites Buch zum großen französischen Reformator: «Jean Calvin, directeur d’âmes». Darin arbeitet Benoît aufgrund der Briefe Calvins heraus, wie dieser die Suchenden und Gläubigen in der Reformationszeit führte und begleitete, und zeigt den Zusammenhang der geistlichen Begleitung mit der Glaubenslehre Calvins auf. Von 1957 bis 1963 redigierte Benoît die kritische, wissenschaftliche Ausgabe von Calvins dogmatischem Hauptwerk «Unterricht in der christlichen Religion» (Institutio christianae religionis), die als Standardwerk gilt. 
Nach seiner Berufung zum Professor für praktische Theologie 1936, verfasste Benoît seine Doktorarbeit «Direction Spirituelle et Protestantisme, étude sur la légitimité d’une direction protestante» (Paris, 1940). Darin begründet Benoît die geistliche Begleitung, die zu seiner Zeit von der dialektischen Theologie (Karl Barth, Eduard Thurneysen u. a.) grundsätzlich abgelehnt wurde, aus der Bibel und aus der reformierten Theologie. Er bezieht sich insbesondere auf Alexandre Vinet und auf Johannes Calvin. Er lernte aber auch von römisch-katholischen geistlichen Begleitern wie Franz von Sales. Benoît vergleicht das Profil der geistlichen Begleitung im Protestantismus mit der im Katholizismus. Weil er die Gnade für souverän hält, kann er Gegensätze in der Dogmatik relativieren. Er vertritt die Notwendigkeit von geistlicher Begleitung von seinem Verständnis des Menschen als Seele sowie von der Kirche als Gemeinschaft her. Er sieht in Jesus Christus nicht nur den Retter wie die Reformatoren, sondern auch das geistliche Vorbild, dem es nachzufolgen gilt.
Als praktischer Theologe präsidierte Benoît während vielen Jahren die Liturgiekommission der «Eglise réformée de France»; 1963 gab diese Kommission eine neue Agende heraus.

## Schriften (Auswahl)
- La Toute-puissance de Dieu et le problème du Mal, Thèse présentée à la Faculté libre de théologie protestante de Montpellier, pour obtenir le grade de licencié en théologie et soutenue publiquement en avril 1921, par Jean D. Benoit, licencié en lettres / Cahors : impr. Coueslant, 1921.
- Bois, Henri: Lettres de direction spirituelle, Neuilly (Seine), hrsg. von J.-D. Benoît, 1931.
- Devant la Croix, sept méditations pour le temps de la Passion, J.-D. Benoît et Charles Dombre / Issy : Ed. “Je sers”, 1932.
- Jean Calvin, la Vie, l’Homme, la Pensée : la Cause, 1933 / 2e édition, revue et augmentée / Cahors : la Cause, 1948.
- La vocation chrétienne: deux études présentées à la Conférence nationale des Unions chrétiennes de jeunes filles, Nancy, 25 avril 1935.
- Les Sept paroles : méditations pour le temps de la Passion / J.-D. Benoît et Charles Dombre / Strasbourg : Editions Fides, 1939.
- Direction Spirituelle et Protestantisme, étude sur la légitimité d’une direction protestante, / these présentée à la Faculté de Théologie protestante de Strasbourg et soutenue … à Clermont-Ferrand pour obtenir le grade de docteur en théologie, Alcan, Paris, 1940.
- L’Esprit du Culte protestant / par J.-D. Benoît, H. Clavier, Ch. Hauter, P. Scherding, H. Strohl, R. Will / Valence-sur-Rhône : Clermont-Ferrand, 1942.
- Protestantisme et Mystique, 1946.
- Jean Calvin, directeur d’âmes: contribution à l’histoire de la piété réformée / Strasbourg : Ed. Oberlin, 1947.
- Souffrance et Intercession / Strasbourg : Oberlin, 1953.
- Institution de la religion chrestienne / Jean Calvin, édition critique avec introduction, notes et variantes publiée par Jean-Daniel Benoît / Paris : J. Vrin, 1957, 1960, 1961, 1963;  document électronique : reprod. de l’éd. de 1961, 1995.
- Initiation à la Liturgie de l’Eglise réformée de France / Jean-Daniel Benoît, … ; Préface de Pierre Bourguet / Paris : Berger-Levrault, 1957.
- L’Eglise réformée d’Alsace et de Lorraine / Strasbourg : ERAL, 1958.
- La Personne de Jésus, 1958.
- Reflets d’en-haut sur nos Chemins, 1960, avec Jean-Daniel Benoît (1986-1975) comme Préfacier.